# 사라 시메오니
사라 시메오니(이탈리아어: Sara Simeoni. 1953년 4월 19일 ~ )는 이탈리아의 육상 선수로 1980년 모스크바 올림픽에서 금메달을 획득했고 여자 높이뛰기에서 2개의 세계 기록을 세웠다.

## 인물 정보
베로나현 리볼리에서 태어난 그녀는 곧 육상을 시작했고, 높이뛰기를 전문적으로 활약했다. 그녀의 첫번째 국제대회 성적은 그녀가 178 cm 점프와 함께 9위를 한 1971년 유럽 선수권 대회였다.
1978년 8월에 그녀는 브레시아에서 2.01 m(이 점프는 안토니 디 마르티노가 2007년 6월에 2.02 m를 뛸때까지 국가 기록으로 남았다)로 세계 신기록을 세웠다.
시메오니는 1980년 모스크바 올림픽에서 금메달을 획득할 때 1.97 m의 올림픽 신기록을 세웠다.
건 부상과 함께 다음 몇년 동안 자신의 양식을 회복하기 위해 노력하였으며, 1984년 로스앤젤레스 올림픽 개막식에서 기수로 등장하면서 이탈리아 국기를 날랐다.
그녀는 1978년 이후 처음으로 2 m 결선에 진출하게 되었다.
그녀의 2.01 m 점프는 29년 동안 여자 선수를 위한 이탈리아 기록이었다. 2007년 6월 8일에 안토니 디 마르티노는 여자 선수를 위한 이탈리아 신기록을 수립했고, 2.02 m를 뛰어넘었다.
시메오니는 사상 최고의 이탈리아 여자 운동 선수로 널리 간주된다. 그녀는 자신의 코치 에르미니오 아차로와 결혼했다.
그들의 아들 로베르토 아차로 또한 높이뛰기 선수이다.

## 같이 보기
- 높이뛰기
- 여자 높이뛰기 세계 기록 추이
- 올림픽 이탈리아 선수단